# Vannoccio Biringuccio
Vannoccio Vincenzio Austino Luca Biringuccio noto semplicemente come Vannoccio Biringuccio (Siena, 1480 – 1539?) è stato un maestro artigiano nella fusione e nella metallurgia del XV e XVI secolo.

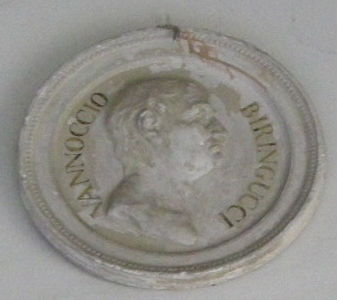
Effigie al Museo della Specola (Firenze)

Conosciuto soprattutto per il suo manuale di metallurgia, De la pirotechnia, pubblicato nel 1540, che contiene anche la prima descrizione nota di una procedura per isolare l'antimonio, la cui scoperta è perciò attribuita a lui. Fu responsabile di una miniera di ferro vicino a Siena, e responsabile della zecca e dell'arsenale, oltre a dirigere lavori di fusione dei cannoni per Venezia e, successivamente, per Firenze.

## Biografia

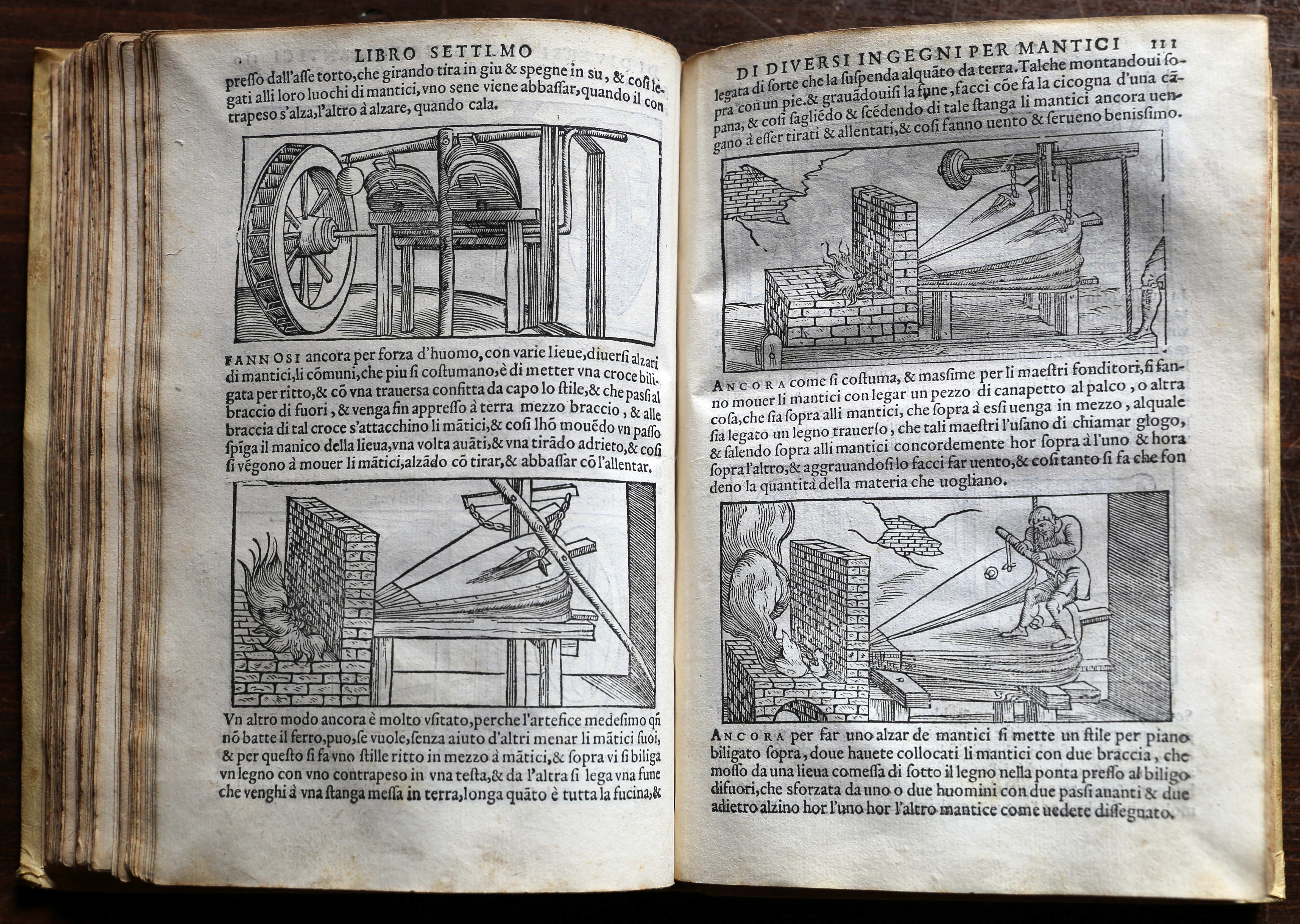
Pirotechnia

Biringuccio è nato a Siena. Suo padre, noto architetto dell'epoca, è stato Paolo Biringuccio, e sua madre Lucrezia di Bartolommeo Biringuccio. Fu battezzato il 20 ottobre 1480.
Fu un protetto di Pandolfo Petrucci, il capo della potente famiglia Petrucci. Pandolfo lo assunse come artigiano metallurgico.  Quando Pandolfo morì (1512), Biringuccio rimase legato alla famiglia Petrucci, impiegato dal figlio di Pandolfo Borghese Petrucci. Tuttavia, le rivolte del 1515 forzarono Borghese ad abbandonare Siena, il quale si portò con sé anche Biringuccio, viaggiando per la Germania e l'Italia, visitando anche la Sicilia nel 1517.
Nel 1523 papa Clemente VII favorì il ritorno a Siena della famiglia Petrucci, consentendo così anche a Biringuccio di ritornare dall'esilio. Nel 1524 si guadagnò il monopolio a Siena per la produzione di salnitro o (nitrato di potassio). Tuttavia, questo successo ebbe vita breve, perché, nel 1526, il popolo di Siena si rivoltò, e cacciò via di nuovo la famiglia Petrucci. I Petrucci tentarono di ritornare con la forza (aiutati anche da Biringuccio), fallendo.
Nel 1529 fu al servizio della repubblica di Firenze, per la quale Biringuccio fuse il famoso cannone Liofante.
Nel 1530, per Siena incominciò un periodo di pace, ed allora Biringuccio ritornò in città. Fu nominato Senatore della città nel gennaio e febbraio del 1531, prendendo parte anche a numerosi progetti.
Nel 1536, gli venne offerto un lavoro a Roma dalla Chiesa, e nel 1538 divenne capo della fonderia apostolica e direttore della fabbrica di artiglieria, l'arsenale papale.
Il luogo e la data esatti della sua morte sono sconosciuti, tuttavia un documento datato 30 aprile 1539 fa menzione della sua morte.

## Opere
- De la pirotecnia, Siena, 1540.
  -  Aldo Mieli (a cura di), De la pirotechnia, Bari, Società tipografica editrice barese, 1914.